# نمایشگاه بین‌المللی رشید کرامی

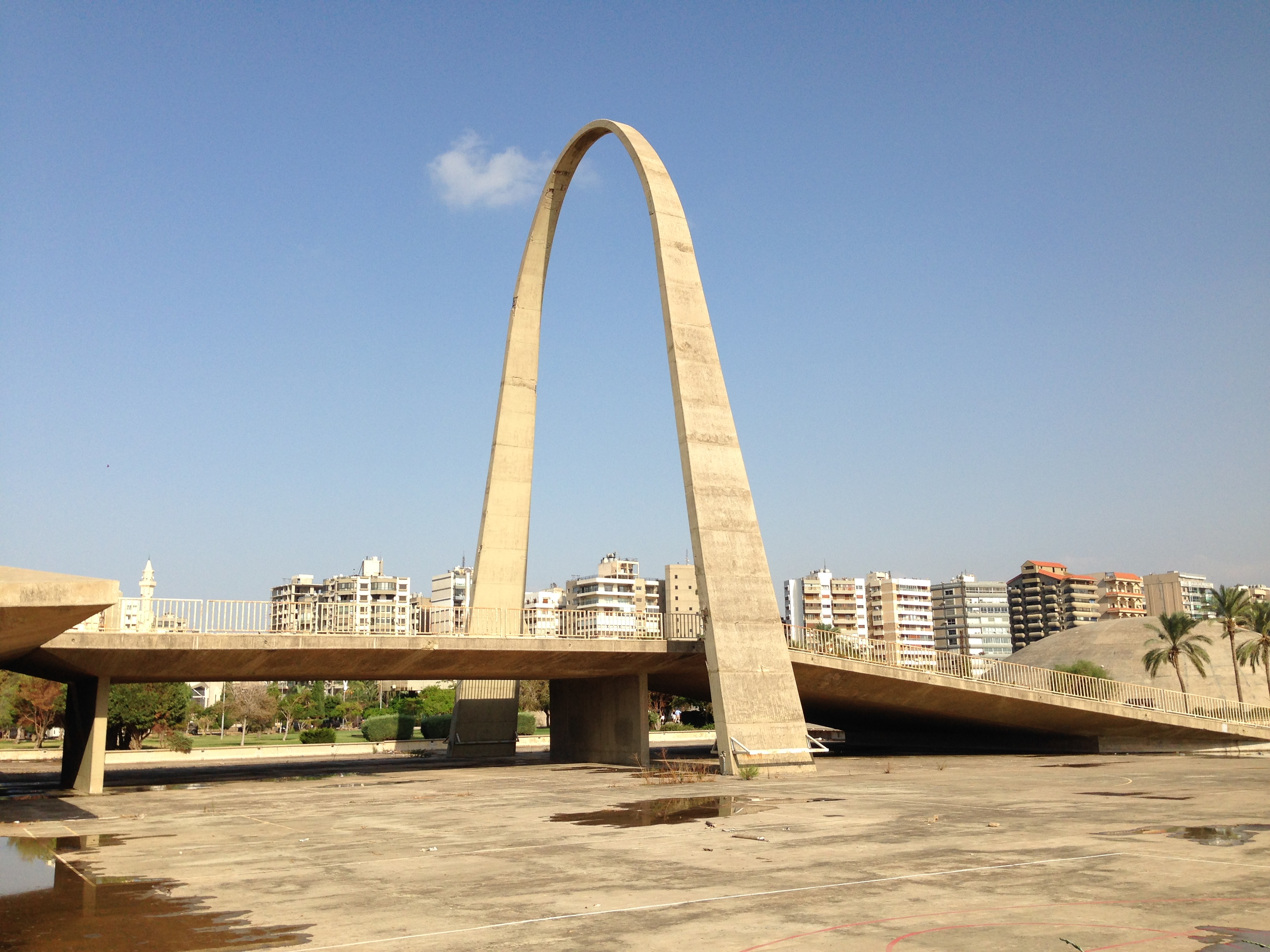
قوس معروف نمایشگاه.

نمایشگاه بین‌المللی رشید کرامی در طرابلس ، لبنان توسط اسکار نیمایر، معمار برزیلی، در یک سایت ۷۰ هکتاری واقع در بین مرکز تاریخی طرابلس و بندر المینا طراحی شد. ساختمان اصلی این نمایشگاه از یک سالن پوشیده بزرگ به شکل بومرنگ با ابعاد ۷۵۰ متر در ۷۰ متر تشکیل شده است و یک فضای انعطاف‌پذیر برای اجرای نمایشگاه‌هاست. این نمایشگاه پروژه پرچمدار سیاست نوسازی لبنان در دهه ۱۹۶۰ بود. همکاری نزدیک بین اسکار نیمایر، معمار این پروژه و مهندسان لبنانی نمونه ای قابل توجه از تبادل قاره‌های مختلف ایجاد کردند. از نظر مقیاس و ثروت بیان رسمی، این یکی از آثار مهم معماری مدرن قرن بیستم در خاور نزدیک عرب است.